# Машинобудівний завод
Машинобудівний завод — підприємство, яке спеціалізується на виготовленні (збиранні) машин.
Технологічний цикл машинобудівного заводу включає три стадії:
- виготовлення заготовок (розкрій, лиття, ковка, штампування і ін.);
- обробка заготовок (різання, нагрівання і ін.);
- складання (з'єднини болтові, зварні, клейові і ін.).

Технологічне проектування починають з розробки маршрутної технології, яка передбачає послідовність виконання основних робіт. Вибирають найбільш економічний спосіб виготовлення заготовок (лиття, ковка і ін.), встановлюють технологічний процес їх обробки (різання, термообробка і ін.), а потім і складання. Розроблений технологічний процес оформлюють рядом документів, в яких регламентовані всі основні положення, режими і показники прийнятої технології. Найважливіший документ — технологічна карта, що містить усі дані про технологію виготовлення певної деталі або виробу, повний опис процесу виробництва за кожною операцією із зазначенням необхідного обладнання, інструменту, пристосувань, режимів робіт, норм часу, кваліфікації і розряду робітника. Основним технічним документом виробництва є робоче креслення (детальне, вузлове, складальне), що дає інформацію про форму, розміри, матеріал деталі, види обробки і з'єднання деталей.
Різні етапи виробничого процесу на машинобудівному заводі здійснюються звичайно в окремих цехах: розкрійному, ливарному, пресовому, ковальському, механічному, термічному, складальному. Тому машинобудівний завод можна розглядувати як сукупність ряду виробництв, які зв'язані між собою єдиним технологічним процесом.

## Машинобудівні заводи України
До великих машинобудівних заводів України відносять[джерело не вказане 1894 дні]:
- Новокраматорський машинобудівний завод
- Південний машинобудівний завод
- Дружківський машинобудівний завод
- Ясинуватський машинобудівний завод
- Лисичанський машинобудівний завод
- Краснолучський машинобудівний завод
- Старокраматорський машинобудівний завод
- Дніпропетровський завод металургійного обладнання